# Gerhard Brunzema
Gerhard Friedrich Brunzema (* 6. Juli 1927 in Emden; † 7. April 1992 in Fergus, Ontario) war ein Orgelbauer, der bis 1972 zusammen mit Jürgen Ahrend vor allem in Norddeutschland und anschließend in Kanada wirkte.

## Leben
Gerhard Brunzema wurde am 6. Juli 1927 als viertes von sieben Kindern des praktischen Arztes Dr. Friedrich Brunzema geboren. Als sein Vater, der der Bekennenden Kirche nahestand, sich 1938 weigerte, seine vier ältesten Kinder in die Hitlerjugend zu schicken, wurde ihm mit dem Entzug des Sorgerechts gedroht. Friedrich Brunzema berief sich auf seine religiöse und weltanschauliche Freiheit und seine politische Neutralität dem Staat gegenüber. Trotz eines langen Rechtsstreits und der Jugenddienstpflicht ab März 1939 kam Friedrich Brunzema den Aufforderungen nicht nach, seine Kinder zum Deutschen Jungvolk und in die HJ zu schicken, was indes ohne Folgen blieb.
Gerhard Brunzema wuchs in Emden auf und erlernte bei Paul Ott den Orgelbau (1948–52). An der TU Braunschweig bildete er sich fort und schloss 1955 mit einem Master ab. Zusammen mit Jürgen Ahrend gründete er 1954 die Firma Ahrend & Brunzema (1954–1971) in Leer-Loga (Ostfriesland). Die Restaurierungen der historischen Orgeln in Larrelt, Westerhusen, Uttum und Rysum sorgten für Aufsehen, insbesondere die Wiedereinführung der mitteltönigen Stimmung. Im Gegensatz zu anderen Orgelbaufirmen wollte die Firma nicht in die historische Substanz der Instrumente eingreifen, sondern legte auf einen Erhalt der originalen Teile und eine konsequente Rekonstruktion mithilfe der traditionellen Handwerkstechniken und Klangideale Wert. Ahrend und Brunzema erhielten 1962 den Niedersächsischen Staatspreis für das Kunsthandwerk. Bis 1971 entstanden 55 Neubauten und wurden 15 Instrumente restauriert.
1971 verließ Brunzema die Kooperative, um sich in Kanada niederzulassen. Von 1972 bis 1979 war er künstlerischer Direktor der Orgelbaufirma Casavant Frères, die sich unter seinem Einfluss den Prinzipien der norddeutschen Barockorgel zuwandte. Hier war Brunzema verantwortlich für größere Orgelprojekte in Kanada, den USA, Japan und Australien sowie für einige Restaurierungen historischer Casavant-Orgeln in Ontario und Québec.
Im Jahr 1980 machte Brunzema sich mit der eigenen Firma Brunzema Organs in Fergus selbstständig. Er baute insgesamt 25 Kistenorgeln mit drei oder vier Registern, die Kirchen und Musikhochschulen als Continuoinstrumente dienten. Hinzu kamen neun zweimanualige mechanische Instrumente mit bis zu 25 Registern, die meist zwischen 1985 und 1987 entstanden. Klanglich waren seine Neubauten an der norddeutschen Barockorgel orientiert, vor allem an den Werken Arp Schnitgers, zeichneten sich aber durch ein zeitgenössisches Orgelgehäuse mit einem eigenständigen künstlerischen Profil aus. 20 seiner 41 neuen Orgeln wurden in Kanada errichtet, 17 in den USA. 1985/86 und 1990–1992 arbeitete sein Sohn Friedrich (* 7. Juni 1963), der von 1982 bis 1985 bei Rudolf Janke (Bovenden) den Orgelbau erlernt hatte, im väterlichen Betrieb mit. Der schlechte gesundheitliche Zustand des Vaters führte schließlich dazu, dass Friedrich Anfang 1992 die Firma übernahm. Nachdem Gerhard Brunzema im April 1992 gestorben war, wurde die Firma zunächst nicht fortgeführt. D. Leslie Smith, der von 1982 bis 1992 Mitarbeiter von Brunzema war, errichtete 1996 auf dem früheren Anwesen von Brunzema in Fergus eine neue Werkstatt und führte dessen Tradition fort.

## Werke (Auswahl)
Die Größe der Instrumente ist durch die Anzahl der Manuale (römische Zahl) und die Anzahl der klingenden Register (arab. Zahl) angegeben. Ein selbstständiges Pedal ist durch ein großes „P“ gekennzeichnet, ein angehängtes Pedal durch ein kleines „p“. Auch bedeutet R = Restaurierung, Rk = Rekonstruktion und NB = Neubau. Die Links in der letzten Spalte verweisen auf weiterführende Informationen und die Dispositionen.

### Ahrend & Brunzema (1954–1971)
| Jahr          | Opus | Ort                | Kirche                            | Bild | Art | Manuale  | Register | Info                  |
| ------------- | ---- | ------------------ | --------------------------------- | ---- | --- | -------- | -------- | --------------------- |
| 1954/1988     | 1    | Larrelt            | Larrelter Kirche                  |      | R   | I/p      | 11       | → Orgel               |
| 1955          | 4    | Westerhusen        | Westerhuser Kirche                |      | R   | I/p      | 7        | → Orgel               |
| 1957          | 8    | Emden              | Harsweg                           |      | NB  | I        | 4        |                       |
| 1957          | 9    | Uttum              | Uttumer Kirche                    |      | R   | I        | 9        | → Orgel               |
| 1957 (1997)   | 10   | Veldhausen         | Altreformierte Kirche             |      | NB  | I (II/P) | 6 (13)   | → Orgel               |
| 1959/2002     | 18   | Scheveningen (NL)  | Zorgvlietkerk                     |      | NB  | III/P    | 26       | → Orgel               |
| 1960          | 22   | Zutphen (NL)       | Walburgiskerk                     |      | NB  | I/p      | 6        | → Orgel               |
| 1961          | 25   | Rysum              | Rysumer Kirche                    |      | R   | I        | 7        | → Orgel               |
| 1961          | 27   | Aurich             | Lambertikirche                    |      | NB  | II/P     | 25       | → Orgel               |
| 1962          | 30   | Bremen             | St. Martini                       |      | NB  | III/P    | 33       | → Orgel               |
| 1964          | 35   | Hatzum             | St.-Sebastians-Kirche             |      | NB  | I/p      | 7        | → Orgel               |
| 1965          | 41   | Amsterdam (NL)     | Oude Kerk (Transeptorgel)         |      | NB  | II/P     | 17       | → Orgel               |
| 1965          | 43   | Amsterdam (NL)     | Oude Waalse Kerk                  |      | R   | II/P     | 26       | → Orgel               |
| 1966/96       | 45   | Bremen-Oberneuland | St. Johann                        |      | NB  | III/P    | 28       | → Orgel (PDF; 203 kB) |
| 1967          | 49   | Castrop-Rauxel     | Johanneskirche Schwerin-Frohlinde |      | NB  | III/P    | 27       | → Orgel               |
| 1968          | 57   | Gütersloh          | Evangeliumskirche                 |      | NB  | II/P     | 20       | → Orgel               |
| 1968          | 58   | Haarlem (NL)       | Doopsgezinde kerk                 |      | NB  | III/P    | 24       | → Orgel               |
| 1969          | 62   | Hamburg            | Reformierte Kirche Altona         |      | NB  | II/P     | 13       | → Orgel               |
| 1969          | 63   | Loga               | Reformierte Kirche                |      | NB  | I/P      | 9        |                       |
| 1966/69/87    | 65   | Marienhafe         | Marienkirche                      |      | R   | II/p     | 20       | → Orgel               |
| 1970          | 68   | Frankfurt am Main  | Cantate-Domino-Kirche             |      | NB  | III/P    | 33       |                       |
| 1970          | 69   | Uelsen             | Reformierte Kirche                |      | NB  | II/P     | 20       | → Orgel               |
| 1965–70/75–77 | 70   | Innsbruck          | Hofkirche                         |      | R   | II/p     | 15       | → Orgel               |
| 1971          | 72   | Westerstede        | St.-Petri-Kirche                  |      | NB  | II/p     | 22       | → Orgel               |
| 1963–1971     | 74   | Leer               | Große Kirche                      |      | R   | III/P    | 37       | → Orgel               |

### Gerhard Brunzema (1980–1991)
| Jahr      | Ort                        | Kirche                   | Bild | Art | Manuale | Register | Info    |
| --------- | -------------------------- | ------------------------ | ---- | --- | ------- | -------- | ------- |
| 1982      | Pella, Iowa                | Central College          |      | NB  | II/P    | 19       |         |
| 1983/1991 | Kitchener, Ontario         | Blessed Sacrament        |      | NB  | II/P    | 13       | → Orgel |
| 1986      | Glace Bay, Nova Scotia     | St Anne’s                |      | NB  |         |          |         |
| 1986–1987 | Toronto                    | Holy Family Church       |      | NB  | II/P    | 20       |         |
| 1988      | Charlotte (North Carolina) | St John’s                |      | NB  | II/P    | 26       | → Orgel |
| 1990      | Seoul, Südkorea            | Dong Presbyterian Church |      | NB  |         |          |         |